# Gollywobler
Gollywobler er en dansk kortfilm fra 2000, der er instrueret af Joachim Hamou.

## Handling
Kunstneren Andrea Zittel (en) har bygget en 44 tons tung ø, som ligger midt ude i Øresund. Tv-journalisten Axel Boisen tager derud med sin kameramand for at interviewe hende. Samtidig er Paul Munday på vej til øen en uge for sent, sammen med sin nye kæreste Maria. Han skal lave lidt praktisk arbejde for Andrea. Paul tror at han og Maria skal være alene på øen og ser frem til en romantisk ferie.